# CUFOS
Centrul pentru Studii de OZN-uri (din engleză Center for UFO Studies, prescurtat CUFOS) este o companie privată de cercetări privind OZN-urile. J. Allen Hynek, șeful Departamentului de Astronomie de la Universitatea Northwestern din Illinois, a fost fondator și director al Centrului pentru studii OZN (CUFOS). 
A fost fondată în 1973, inițial cu sediul în Evanston, Illinois, acum în Chicago).  
CUFOS este o organizație care insistă asupra analizei științifice a fenomenului OZN. Arhivele extinse ale CUFOS conțin fișiere valoroase cu informații din partea unor grupuri de cercetare civilă, cum ar fi NICAP, unul dintre cele mai populare și credibile grupuri de cercetare a OZN-urilor din anii 1950 și 1960.